# Günderodehaus

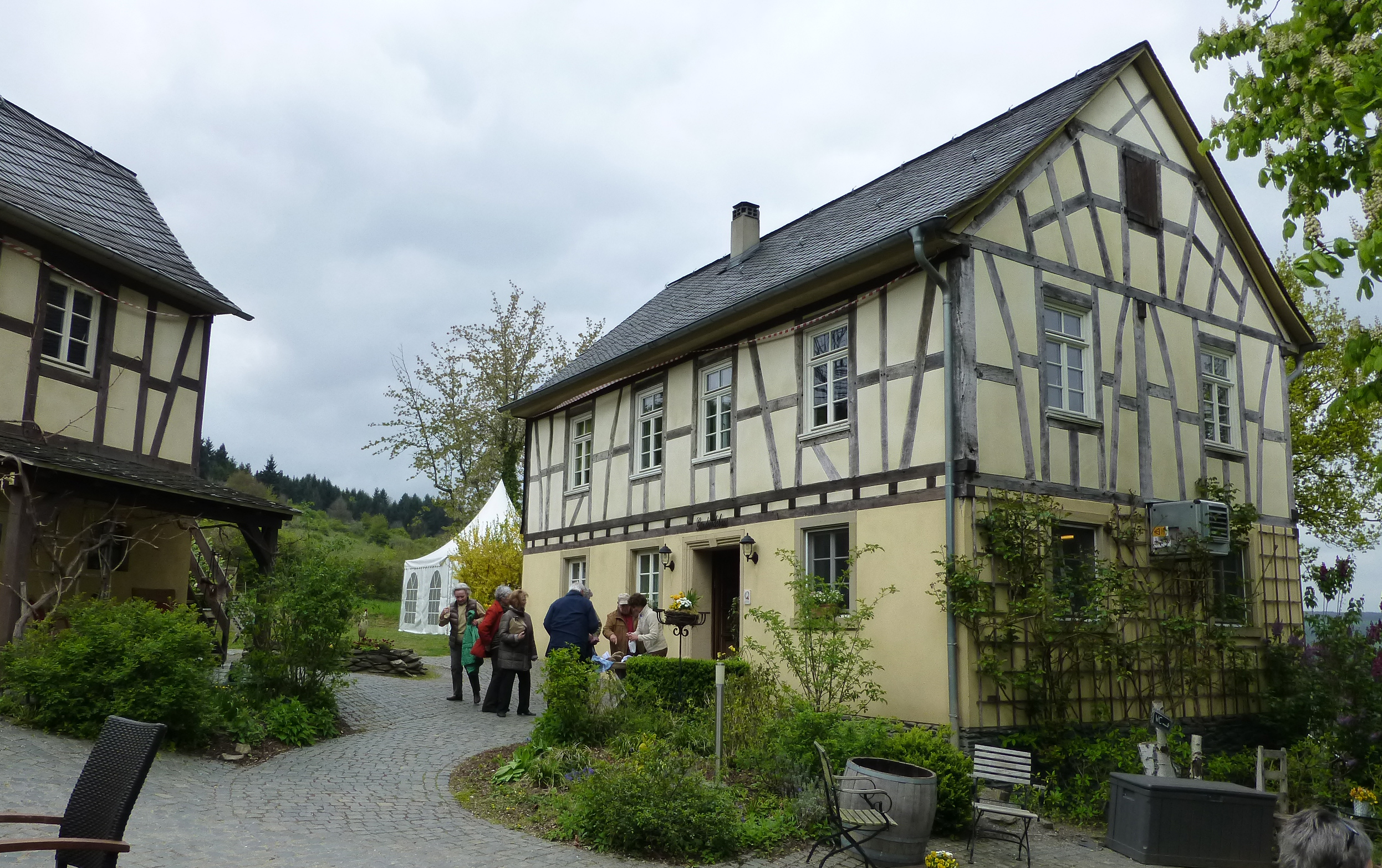
Günderodehaus im April 2017

Das Günderodehaus (eigentlich: Günderrodehaus) ist ein Haus oberhalb von Oberwesel am Ostrand des Hunsrücks, das in seiner aktuellen Form als Kulisse für den Film Heimat 3 aus der Heimat-Filmreihe von Edgar Reitz entstand.

## Lage
Das Haus liegt oberhalb von Oberwesel. Es ist über einen durch die Weinberge führenden Wanderweg erreichbar und entsprechend ausgeschildert. Vom Hof vor dem Haus, in dem eine große Kastanie steht, bietet sich ein guter Ausblick auf das als Welterbe ausgewiesene Mittelrheintal, der sogenannte Siebenjungfrauenblick, benannt nach den gleichnamigen Felsen im Rhein.

## Geschichte
Bei der Drehbucharbeit für den dritten Teil der Heimat-Trilogie hatte Reitz eine Ruine aus seiner Kindheit vor Augen, die am Rand der Weinberge am Rhein stand und die er von Ausflügen mit seinen Eltern kannte. Nach ergebnisloser Suche in der Region, auch mittels Helikopter, entschied man sich, eine Ruine für den Film zu erschaffen. Reitz kaufte von einer Firma, die sich auf die Restaurierung und Versetzung von alter Bausubstanz spezialisiert hat, ein eingelagertes baufälliges Haus aus Seibersbach. Oberhalb von Oberwesel wurde es wieder aufgebaut. Im Film ist es ein wichtiger Schauplatz, da hier Herrmann Simon (gespielt von Henry Arnold) und Clarissa Lichtblau (gespielt von Salome Kammer) wohnen. Obwohl das Haus nach Abschluss der Dreharbeiten wieder abgerissen werden sollte, es war nur für die Zeit der Dreharbeiten als sogenannter „fliegender Bau“ genehmigt, blieb es als touristischer Punkt erhalten. Die Idee zur gastronomischen Nutzung stand im Raum. Nachdem zunächst der Fernsehkoch Johann Lafer Interesse am Objekt gezeigt hatte, übernahm die Hotel-Dynastie Bolland aus Bad Sobernheim die Immobilie als Lokal.
Das Haus wurde nach der romantischen Dichterin Karoline von Günderrode (1780–1806) benannt, die sich laut Film im Haus aufgehalten haben soll. Diese Verbindung zwischen der Dichterin und dem Haus wurde für die Filmhandlung allerdings lediglich erfunden, denn sie lebte nie in diesem Haus oder seinem Standort.
Neben einer Gastronomie befindet sich mit Stand vom November 2023 im Haus auch eine kleine Ausstellung zur Heimat-Reihe von Edgar Reitz.
Der zwischenzeitlich von Bolland geplante Hotelanbau wurde wegen Finanzierungsschwierigkeiten aufgegeben. Dieser war gerade in Reihen der Fans, die das Haus aus den Filmen kennen, auf Ablehnung gestoßen, weil es das Bild des Gebäudeensembles maßgeblich verändert hätte.

## Schreibweise
Im Drehbuch und allen Unterlagen, die Edgar Reitz zur Produktion von Heimat 3 verwendete, bezeichnete er das Objekt als Günderrodehaus. Die Straßenbeschilderung und die Hinweistafel der Hunsrück-Touristik zur Geschichte als Drehort am Rande des Geländes, in der die korrekte Schreibweise nach Reitz übernommen wurde, sind vor Ort noch zu erkennen. Auch in Pressemeldungen zur Zeit der Dreharbeiten verwendete man diese Schreibweise. 
Nach der Übernahme durch die heutige Pächterin wurde die Schreibweise mit nur einem r gewählt und für Werbung und Gastronomiebetrieb verwendet.